# Gratiola pedunculata
Gratiola pedunculata är en grobladsväxtart som beskrevs av Robert Brown. Gratiola pedunculata ingår i släktet jordgallor, och familjen grobladsväxter. Inga underarter finns listade i Catalogue of Life.